# Bananier (navire)
Pour les articles homonymes, voir Bananier (homonymie).

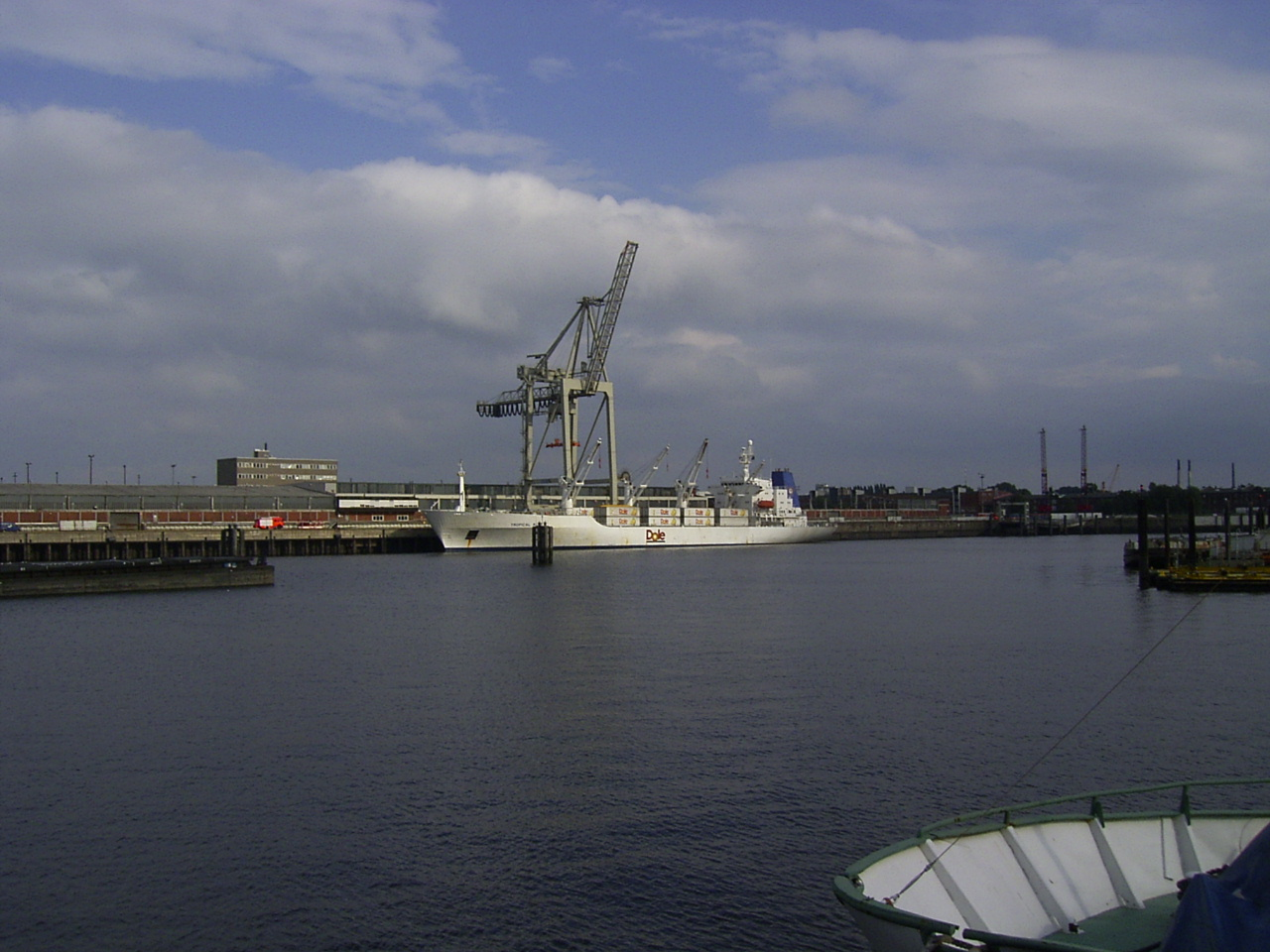
Le bananier Tropical Mist au port de Hambourg

Un bananier est un navire frigorifique spécialement conçu et aménagé pour le transport de bananes existant depuis 1901.

## Caractéristiques
La maturation très rapide de ce fruit est stoppée en maintenant pendant la durée de la traversée une température comprise entre 11 et 12 °C, obtenue par ventilation d'air froid.
Les bananes étant des fruits climactériques, la ventilation sert également à réguler le taux d'éthylène pour éviter le mûrissement prématuré.
Les bananiers sont des navires rapides (18 à 21 nœuds) généralement peints en blanc. Ils comportent parfois des installations pour quelques passagers logés en cabines. Les premiers bananiers ont été construits aux États-Unis par les chantiers Cramp de Philadelphie pour le compte de la Boston Fruit Company, maintenant Chiquita Brands International.
Durant la Seconde Guerre mondiale, des navires bananiers, comme l'Alice Robert, le Cap des Palmes ou le Belain d'Esnambuc, étant plus récents et plus rapides que les cargos classiques, ont été transformés en croiseurs auxiliaires.